# Пушка (за сачми)
Пушката (за сачми) е ръчно огнестрелно оръжие с гладка цев, което на първо място се използва за изстрелване на заряди със сачми. Използват се за лов, спорт и като служебно оръжие. Предвидени са за стрелба от близко разстояние. В зависимост от използваните муниции имат обхват на използване от 10 до 50 метра. Превишаване на този обхват на стрелбата е възможно при използване на бренеке, патрони наречени на изобретателя си Вилхелм Бренеке.

## Видове пушки

### Видове пушки в зависимост от компановката на цевите
- едноцевни;
- Двуцевни с хоризонтално разположение на две еднакви гладки цеви (най-разпрастранен вариант за ловджийска пушка);
- бокфлинт – двуцевно оръжие с вертикално разположение на две гладки цеви;
- бюксфлинт – хоризонтално разположени цеви на двуцевка с една нарезна цел и една гладка цев;
- бокбюксфлинт – вертикална версия на бюксфлинт;
- дрилинг или тройник – пушка с две гладки и една нарезна цев и други варианти.

## Калибър
Данните за калибъра на пушките за стрелба със сачми не се дават с линейни размери, а представляват число, което се получава при изработката (отливането) на еднакви по диаметър сачми от чисто олово с общо тегло един английски фунт (453,6 г.). При калибър 12 това са 12 броя еднакво големи сачми, а при калибър 20 това са 20 еднакво големи сачми. Диаметърът на сачмите отговаря на диаметъра на цевта на и калибърът на пушката. По този начин, колкото калибърът е по-голям, толкова по-малък е диаметърът в мм. Най-разпространените калибри са 12, 16, 20 както и 28 и 0.410 (линеен размер в инчове). Калибър 10 се използва рядко – за лов на патици, а калибър 8 и 4 за големи диви животни. На стойностите на калибър отговарят следните стойности на диаметъра на цевта:
| Калибър:        | 4     | 8     | 10    | 12    | 16    | 20    | 24    | 28    | 32    | 36 (.410) |
| --------------- | ----- | ----- | ----- | ----- | ----- | ----- | ----- | ----- | ----- | --------- |
| Диаметър в мм.: | 26,73 | 21,22 | 19,97 | 18,53 | 16,84 | 15,63 | 14,71 | 13,97 | 13,37 | 10,2      |

## Шок
При развитието на пушката с гладка цев и стрелба със сачми има стремеж за контрол на разпределението на сачмите при стрелба по цели. Едно от най-успешните изобретения е шокът, представляващо едно стесняване на изхода на цевта, което влияе директно на разпределението на заряда. При обикновения шок се получава увеличаване на далекобойността на пушката с около 15 м. В зависимост от формата и размерите на това стеснение се създават различни разпределения на изстреляните сачми, за да се отговори на различните изисквания за спорт и лов. Стеснението е от порядъка на десета от милиметъра до милиметър. За определени цели разпръскването на сачмите може да се увеличи чрез едно разширяване на отвора на дулото на цевта или чрез едно стесняване, последване от едно разширяване. Това има смисъл при стрелба по бързи близки цели като при скийт (стрелба по панички). Двуцевните ловни пушки по правило имат цеви с различни шокове като например цев с ¼-шок за по-голямо разпръскване и една цев с пълен шок за по-малко разсейване на сачмите и по-голяма далекобойност.
- А: без шок, цилиндричен отвор
- B: подобрен цилиндричен отвор
- C: Камбанообразен шок
- D: Шок за Скийт шок
- E: Нормален шок
- F: Spitzbogen-Choke
- G: Rezess-Choke, също Nischen-Choke или Jug-Choke genannt
- H: Парадокс- за стрелба с бренеке

## Приложение

### Лов
За ловни цели се използва за всички видове дивеч на разстояние около 40 метра. При един минимум брой попадения от сачми изстрелът може да бъде смъртоносен веднага поради шока.

### Спорт
Част от спортните дисциплини, в които се използват пушки със сачми са и олимпийски спортове. Такива са например стендова стрелба, стрелба по панички и други. Освен на олипийските игри се провеждат редица неофициални състезания с използването на гладкостволо оръжие.

### Полиция
Психологическият ефект оказван от тези оръжия е много голям, поради което в голяма част от случаите не се налага използването им. Освен това те се използват за сълзотворен газ, гумени куршуми и други.

### Армия
Гладкостволите оръжия като пушките за сачми са използвани от американската армия през Първата и втората световна война, както и във Виетнамската война. Счита се че са подходящи за близък бой и при градски условия. В Ирак например са използвани за разбиване на ключалките на вратите чрез използването на боеприпаси, намаляващи до минимум възможни рикошети.